# Edward S. Shaw
Edward Stone Shaw (Albuquerque, 1908 – Kennewik, 1994) è stato un economista statunitense.

## Biografia
Shaw conseguì sia il bachelor's degree sia il Ph.D. in economia alla Stanford University. Presso questa università fu chiamato nel 1941 sulla cattedra di Economia. Per un decennio fu a capo del Dipartimento di Economia. 
I suoi contributi scientifici nel campo dell'economia monetaria e finanziaria sono stati notevoli. Il suo primo volume, intitolato Money, Income and Monetary Policy, pubblicato nel 1950, affrontava con un approccio innovativo e originale il tema della politica monetaria. Successivamente, in un volume pubblicato nel 1960 assieme a John G. Gurley, intitolato Money in a Theory of Finance contribuiva a sviluppare una teoria della finanza comprendente sia la teoria della moneta che quella delle istituzioni finanziarie.
La sua opera più importante risale tuttavia al 1973, quando fu pubblicato il volume intitolato Financial Deepening in Economic Development. Un'opera che valse ad attribuirgli la paternità della teoria della repressione finanziaria riguardante le politiche dei tassi di interesse perseguite dai governi e dalle autorità monetarie nella maggior parte  paesi sottosviluppati. Politiche che avevano l'effetto di perpetuare la situazione di sottosviluppo.
Le sue idee sono state successivamente adottate dalla Banca Mondiale e dal Fondo Monetario Internazionale e da molti autorevoli studiosi dei problemi del sottosviluppo. Ebbe incarichi di consulenza dalla Banca Mondiale e dalle banche centrali di Brasile, Colombia, Ghana, Iran, Malaysia, Uruguay. Il maggiore successo lo aveva ottenuto tuttavia in Corea del Sud, dove la politica da lui suggerita di innalzare i tassi di interesse reali era riuscita ad arrestare l'inflazione, ad aumentare il risparmio e ad indirizzare capitale e lavoro verso gli impieghi maggiormente produttivi. Nel 1977 Edward Shaw collaborò con Arnaldo Mauri e Mario Masini alla realizzazione della rivista internazionale Savings and Development dedicata alle tematiche finanziarie del sottosviluppo e al microcredito, pubblicata a Milano da Finafrica (Fondazione Giordano Dell'Amore). Nel 1982 fu chiamato a presiedere il Drafting Committee alla Seconda Conferenza Internazionale delle Nazioni Unite sulla mobilitazione del risparmio nei paesi in via di sviluppo tenutasi a Kuala Lumpur. Fra i suoi allievi si ricordano gli economisti Maxwell J. Fry (Università di Birmingham) e Claudio Gonzales Vega (Ohio State University), entrambi studiosi della finanza nei paesi in via di sviluppo.

## Pubblicazioni
Fra le sue opere hanno suscitato notevole interesse fra gli economisti:
- Money, Income and Monetary Policy, Irwin, Chicago, 1950;
- Money in a Theory of Finance (con John Gurley), Brookings Institution, Washington D.C., 1960;
- Financial Deepening in Economic Development, Oxford University Press, New York, 1973.

I due ultimi volumi sono stati tradotti in italiano e pubblicati dalla Cassa di Risparmio delle Provincie Lombarde nella Collana internazionale di saggi monetari, creditizi e bancari diretta da Giordano Dell'Amore:
- John G. Gurley e Edward S. Shaw, La moneta in una teoria del finanziamento, Presentazione di Luigi Frey, Milano, 1965:
- Edward S. Shaw, Intensificazione dei processi finanziari nello sviluppo economico, Presentazione di Mario Masini, Milano, 1977.